# Bezuhlivka, Borîspil
Bezuhlivka (în ucraineană Безуглівка) este un sat în comuna Velîka Oleksandrivka din raionul Borîspil, regiunea Kiev, Ucraina.

## Demografie
Componența lingvistică a localității Bezuhlivka
     Ucraineană (99,13%)
     Alte limbi (0,87%)
Conform recensământului din 2001, majoritatea populației localității Bezuhlivka era vorbitoare de ucraineană (99,13%), existând în minoritate și vorbitori de alte limbi.